# Torquigener parcuspinus
Torquigener parcuspinus är en fiskart som beskrevs av Hardy 1983. Torquigener parcuspinus ingår i släktet Torquigener och familjen blåsfiskar. Inga underarter finns listade i Catalogue of Life.